# NGC 267
NGC 267 је расејано звездано јато у сазвежђу Тукан које се налази на NGC листи објеката дубоког неба.
Деклинација објекта је - 73° 16' 27" а ректасцензија 0h 48m 2,9s. Привидна величина (магнитуда) објекта NGC 267 износи 11,8. NGC 267 је још познат и под ознакама ESO 29-SC15.